# Orbita heliosynchroniczna
Orbita heliosynchroniczna – orbita zbliżona do orbity biegunowej, na której obiekt przechodzi nad dowolnym punktem powierzchni w tym samym  czasie słonecznym. Można ją nazwać orbitą ustawioną w taki sposób, że wykonuje ona jeden pełny obrót każdego roku, dzięki czemu zawsze utrzymuje tę samą relację ze Słońcem.

## Zastosowania
Orbita heliosynchroniczna jest przydatna dla satelitów meteorologicznych, ponieważ za każdym razem kąt oświetlenia powierzchni planety znajdującej się pod nim jest prawie taki sam. Stałe oświetlenie jest przydatne również dla satelitarnego obrazowania Ziemi, które może obejmować także obserwacje w podczerwieni.